# Seweryn Butrym

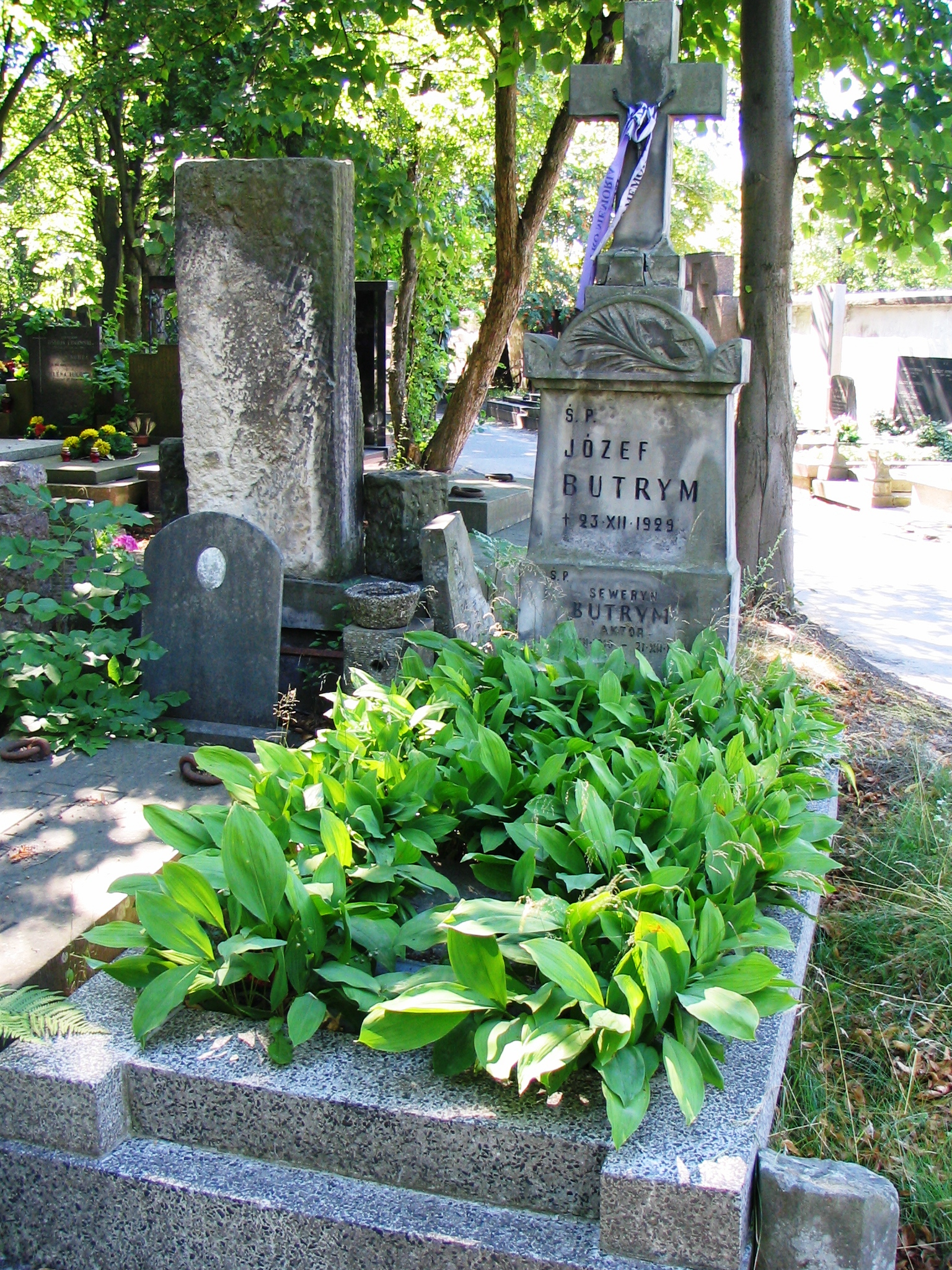
Grób Seweryna Butryma na cmentarzu Powązkowskim w Warszawie, 27 lipca 2008

Seweryn Butrym (ur. 23 grudnia 1910 w Wilnie, zm. 21 grudnia 1981 w Warszawie) – polski aktor teatralny, filmowy i telewizyjny, reżyser teatralny.

## Życiorys
Urodził się 23 grudnia 1910 w Wilnie. W 1933 zdał aktorski egzamin eksternistyczny. Studiował polonistykę na Uniwersytecie im. Stefana Batorego w Wilnie, a następnie na Uniwersytecie Warszawskim.
Występował na scenach Teatru Polskiego w Warszawie (1933–1934), Teatru Miejskiego we Lwowie (1934–1935, 1936–1937), Teatru Pokucko-Podolskiego w Stanisławowie (1935–1936), oraz Teatru Miejskiego w Białymstoku (1937–1938), Teatru Miejskiego w Toruniu (1938–1939) i Teatru Miejskiego w Grodnie (1939–1941).
Po II wojnie światowej był aktorem Teatru Wojska Polskiego w Łodzi (1945), Teatru Polskiego w Warszawie (1945–1949) i Teatru im. Stefana Jaracza w Łodzi (1949-51). Następnie grał na deskach teatrów łódzkich: Nowego (1951–1963, 1974–1978) i Powszechnego (1963–1964) oraz w teatrach warszawskich: Ateneum (1964), Narodowym (1965–1971, 1972–1974), Studio (1971–1972) i Na Woli (1978–1981).
Po raz ostatni wystąpił na scenie w 1981. 23 czerwca zagrał na deskach Teatru Na Woli w Warszawie obok Tadeusza Łomnickiego (rola Antonio Salieriego) w premierowym przedstawieniu Amadeusz Petera Shaffera w reż. Romana Polańskiego, który jednocześnie wcielił się w rolę Wolfganga Amadeusa Mozarta. Pół roku później zmarł. Został pochowany na cmentarzu Powązkowskim w Warszawie.
Wyreżyserował m.in. takie przedstawienia, jak: Balladyna Juliusza Słowackiego (1946) i Nikt mnie nie zna Aleksandra Fredry (1946) w Teatrze Domu Żołnierza w Lublinie, Szlachectwo duszy Jana Chęcińskiego (1947) i Miasto w dolinie Johna Boyntona Priestleya (1947) w Teatrze Studio MO w Warszawie oraz Mazepę Juliusza Słowackiego (1959) i Białe fartuszki Konstantego Krumłowskiego (1960) w PPIE Łódź.
Występował również w Teatrze Telewizji, gdzie zadebiutował w 1960 rolą Skrzyneckiego w Warszawiance Stanisława Wyspiańskiego w reż. Kazimierza Dejmka. Następnie wystąpił m.in. w spektaklach w reżyserii Adama Hanuszkiewicza: Elza Louisa Aragona (1964), Kolumbowie Romana Bratnego (1966), Pan Tadeusz Adama Mickiewicza (1966), Zbrodnia i kara Fiodora Dostojewskiego (1967), Elektra Eurypidesa (1968) oraz w Boy’a igraszkach kabaretowych Tadeusza Boya-Żeleńskiego w reż. Andrzeja Łapickiego (1969), Żywym trupie Lwa Tołstoja w reż. Andrzeja Łapickiego (1970), a także w przedstawieniach Tristan 1946 według Marii Kuncewiczowej w reż. Janusza Majewskiego jako pułkownik Mitchell (1971), Popiół i diament Jerzego Andrzejewskiego w reż. Zygmunta Hübnera jako Święcki (1974) i Emancypantkach Bolesława Prusa w reż. Adama Hanuszkiewicza (1975).
Spoczywa na cmentarzu Powązkowskim (kwatera Y-1-2).

## Filmografia
- Miasto nieujarzmione (1950) – polski generał
- Młodość Chopina (1951) – Franciszek Ksawery Drucki-Lubecki
- Piątka z ulicy Barskiej (1953) – inżynier na budowie trasy W-Z
- Sprawa do załatwienia (1953) – lekarz, pasażer wagonu sypialnego
- Uczta Baltazara (1954) – ksiądz Sposs, proboszcz w Skrzydlewie
- Nikodem Dyzma (1956) – redaktor
- Pożegnanie z diabłem (1956) – redaktor „Trybuny Ludu”
- Wraki (1956) – oficer niemiecki wydający rozkaz ostrzelania portu
- Pożegnania (1958) – oficer niemiecki w lokalu Feliksa
- Krzyżacy (1960) – hrabia Wende, rycerz krzyżacki w Malborku
- Czas przeszły (1961) – lekarz leczący Knabego
- Wystrzał (1965)
- Klub szachistów (1967) – członek klubu
- Pavoncello (1967) – mężczyzna w salonie
- Stawka większa niż życie (serial telewizyjny) (1967–1968)

● odc. 1. Wiem, kim jesteś – generał Helmut von Zauger
● odc. 6. Żelazny Krzyż – generał Wierlinger
- Człowiek z M-3 (1968) – profesor Kolanow, słynny ortopeda z Moskwy
- Milion za Laurę  (1971) – profesor, sąsiad Bulaka
- Samochodzik i templariusze (serial telewizyjny) (1971) – ksiądz proboszcz (odc. 4. Podziemny labirynt)
- 40-latek (1975) – adwokat żony inżyniera Beka (odc. 11. Cudze nieszczęście, czyli świadek obrony)
- Polskie drogi (serial telewizyjny) (1976) – dyrektor banku (odc. 5. Lekcja geografii)
- Lalka (serial telewizyjny) (1977) – arystokrata na zebraniu u księcia (odc. 3. Wielkopańskie zabawy)
- Raszyn. 1809 (1977) – Ignacy Potocki, członek delegacji u Napoleona Bonaparte
- Biały mazur (1978) – obrońca na procesie proletariatczyków
- Rodzina Połanieckich (serial telewizyjny) (1978) – mężczyzna na przyjęciu zaręczynowym Krasławskiej i Maszki (odc. 4. Narzeczeni)
- Życie na gorąco (serial telewizyjny) (1978) – finansista na spotkaniu z Alezanem w domu publicznym (odc. 6. Tupanaca)
- Sekret Enigmy (1979) – Maurice Gustave Gamelin, naczelny dowódca sił zbrojnych Francji
- Tajemnica Enigmy (serial telewizyjny) (1979) – Maurice Gustave Gamelin, naczelny dowódca sił zbrojnych Francji

* odc. 4. Ocalić myśl
* odc. 5. Żółte kartki
- Powstanie Listopadowe. 1830–1831 (1980) – Franciszek Ksawery Drucki-Lubecki
- Zamach stanu (1980) – Aleksander Prystor

## Odznaczenia i nagrody
- Krzyż Kawalerski Orderu Odrodzenia Polski (1955)
- Złoty Krzyż Zasługi (1954)
- Nagroda na II Kaliskich Spotkaniach Teatralnych w Kaliszu za rolę Sokratesa w spektaklu Obrona Sokratesa Platona w Teatrze Nowym w Łodzi (1962)
- Nagroda na XVI Kaliskich Spotkaniach Teatralnych w Kaliszu za rolę Sokratesa w spektaklu Obrona Sokratesa Platona w Teatrze Nowym w Łodzi (1976)